# أوزفالدو لاكريدا
أوزفالدو لاكريدا (بالبرتغالية: Osvaldo Lacerda‏) هو عالم موسيقى وملحن وعازف بيانو برازيلي، ولد في 23 مارس 1927 في ساو باولو في البرازيل، وتوفي بنفس المكان في 18 يوليو 2011.

## وصلات خارجية
- أوزفالدو لاكريدا على موقع ميوزك برينز (الإنجليزية)